# Ignacij
Ignacij je moško osebno ime.

## Izvor imena
Ime Ignacij je različica moškega osebnega imena Ignac.

## Pogostost imena
Po podatkih Statističnega urada Republike Slovenije je bilo na dan 31. decembra 2007 v Sloveniji število moških oseb z imenom Igmacij: 359.

## Osebni praznik
V našem koledarju z izborom svetniških imen, udomačenih med Slovenci in njihovimi godovnimi dnevi po novem bogoslužnem koledarju je ime Ignacij zapisano 3 krat. Pregled godovnih dni v katerih poleg Ignacija godujejo še Nace, Ognjeslav in osebe katerih imena nastopajo kot različice navedenih imen.
- 11. maj, Ignacij Lakonijski, redovnik († 11. maja 1781)
- 31. julij, sv. Ignacij, ustanovitelj jezuitov († 31. jul. 1556)
- 17. oktober, Ignacij Antiohijski, škof in mučenec († 17. nov. okoli leta 107)